# Turraea adjanohounii
Turraea adjanohounii là một loài cây rừng thuộc họ Meliaceae. Đây là loài đặc hữu của Côte d'Ivoire, là một trong những loài hiếm và nguy cấp có tại Vườn quốc gia Taï, một trong những khu vực rừng mưa chính còn lại phía tây châu Phi. Loài này đang bị đe dọa vì mất môi trường sống và vì khai thác lấy gỗ.